# 이다 (영화)
《이다》(폴란드어: Ida)는 2013년 개봉한 드라마 영화로, 파베우 파블리코프스키가 각본을 쓰고 연출하였다. 아가타 쿨레샤와 아가타 트셰부호프스카가 출연하였다. 시대적 배경은 1962년 폴란드로 설정되어 있으며, 젊은 수녀인 이다가 수정식을 앞두고 벌어지는 이야기이다. 제2차 세계대전 당시 폴란드가 독일에 지배를 받던 시절에 고아가 된 이다는 이모를 찾아 간다.

## 줄거리
1960년대 공산주의 정권 치하의 폴란드. 고아로 수녀원에서 자란 안나는 수녀 서원식을 앞두고, 유일한 혈육인 이모를 만나야 한다는 이야기를 듣고 이모를 찾아간다. 이모 반다는 술담배와 섹스로 점철된 방종한 삶을 살고 있었다. 반다는 안나의 본명이 '이다 레벤슈타인'인 유대인이며, 부모는 2차 대전 중 살해당했다고 알려준다. 안나는 혼란에 빠진다.
이다는 이모의 차를 얻어 타고 부모님의 유골을 찾아 나선다. 여정 도중 반다가 사실 전직 판사였으며, 심지어 '피의 반다(Krwawa Wanda)'라 불렸던 무자비한 법조인이었음을 이다는 알게 된다. 수녀원에서 절제된 삶을 살아온 이다는 이모의 방종한 삶을 견디지 못하고 충돌하기도 한다. 한편 숙소를 찾아가던 중 '리스'라는 색소폰 연주자를 태워주고 그와 인연이 생긴다.
이다의 부모님이 살던 집에는 어느 부부가 살고 있었다. 남자 쪽의 아버지 '시몬'이라는 자가 이다의 부모님을 밀고하고 살해한 자였다. 반다는 자신들은 죄가 없다고 잡아떼는 남자를 추궁해서 시몬이 살고 있는 집을 알아낸다. 그런데 시몬은 이미 병원에서 늙어 죽어가고 있는 처지였으며, 대화는커녕 이다와 반다를 알아 보지도 못하는 상태였다. 그 무렵 남자가 찾아와서, 이다의 부모님이 묻힌 곳을 알려줄 테니 자신과 아버지를 내버려 두라고 부탁한다. 이다는 승낙한다.
남자는 이다와 반다를 데리고 숲속으로 가서 유골을 직접 파낸다. 사실 이다의 부모님을 죽인 것은 시몬이 아닌 그 아들인 남자였으며, 아직 갓난아기인 이다는 유대인 티가 나지 않아 살려주었다고 한다. 그리고 이다의 부모님과 함께 반다의 아들이 함께 죽었다는 것도 밝혀진다. 반다는 아들을 이다네에 맡기고 참전했다가 아들을 잃은 것이었다. 남자는 속죄한다. 반다는 이다를 데리고 루블린에 있는 유대인 가족 공동묘에 유골을 파묻는다. 그리고 두 사람은 헤어진다.
수녀원으로 돌아온 이다는 속세에서의 경험 때문에 쉽사리 적응하지 못한다. 한편 반다는 이후의 삶을 견디지 못하고, 주피터 교향곡을 크게 틀어놓은 채 창문 밖으로 투신 자살한다. 소식을 듣고 다시 나온 이다는 이모의 장례식을 치른 뒤, 수녀복을 벗고, 술을 마시고 담배를 마신다. 그리고 리스와 재회하여 그와 첫날밤을 가진다. 앞으로 어쩔 생각이냐는 이다의 물음에 그는 결혼해서 남들처럼 평범한 삶을 살자고 이야기한다. 다음날 아침 이다는 리스 몰래 수녀복을 다시 입고 나와서, 수녀원으로 걸어서 되돌아간다.

## 출연
- 아가타 쿨레샤 - 반다 그루스
- 아가타 트셰부호프스카 - 안나 / 이다 레벤슈타인
- 다비트 오그로드니크 - 리스
- 아담 시슈코프스키 - 펠릭스 스키바
- 예지 트렐라 - 시몬 스키바 노인
- 요안나 쿨리크 - 가수 (특별출연)

## 기타
- 사운드슈퍼바이저: 클라우스 린지
- 미술: 마르셀 슬라빈스키
- 배역: 앨리나 팔라나